# Lijst van Mollusca (wetenschappelijke soortnamen)
Dit is een lijst van mollusken (ook wel weekdieren) waarover een artikel bestaat.
Deze lijst is gerangschikt op de wetenschappelijke soortnaam, dit in tegenstelling tot de lijst van weekdieren, die een overzicht geeft van de Nederlands-Vlaamse naamgeving.
Legenda:
- De eerste en tweede kolom geeft veel in de Nederlandse literatuur voorkomende wetenschappelijke namen (lang niet alle!). Dit zijn niet altijd de nu geldende namen. Deze staan in de derde en vierde kolom.
- Bij de vraag of een wetenschappelijke naam (van alle dieren) 'geldig' is, moeten de regels van ICZN gevolgd worden. Hoewel niet altijd even duidelijk is wat de geldige naam voor een soort is, is daar bij de meeste soorten betrekkelijk eenvoudig achter te komen.  Voor weekdieren is internationaal afgesproken (in Unitas Malacologica) dat een aantal 'werkgroepen' de nomenclatuur en taxonomie van een deel van de weekdiersoorten bijhoudt. Dit zijn CLEMAM, CLECOM en Malacolog (zie onderaan deze pagina bij de externe links). Alleen als dit geen uitsluitsel geeft, kunnen andere bronnen gebruikt worden. De hier gevolgde nomenclatuur is (met enkele uitzonderingen) naar CLEMAM en CLECOM. Hoewel deze 'checklists' ook niet altijd eenduidig zijn en elkaar soms zelfs tegenspreken, gelden zij voor soorten die in Europa voorkomen toch als het beste uitgangspunt. Eventueel kan Malacolog geraadpleegd worden.
- Voor de Nederlandse naam werd op deze pagina altijd De Bruyne, et al., 1994 gevolgd, hierin staan de voor Nederland en België officiële Nederlandstalige namen. Bij sommige soorten staat bij de Nederlandse naam geen. De meeste mollusken hebben geen Nederlandse naam. Het gaat dan om soorten die niet in Nederland of België voorkomen maar ook om de meeste fossiele soorten die uit deze omgeving bekend zijn. Het is dus heel gewoon dat er soorten zonder Nederlandse naam bestaan.

## A
| Wetenschappelijke naam     | Auteur & datum               | Geldige naam               | Auteur & datum               | Nederlandse naam            |
| -------------------------- | ---------------------------- | -------------------------- | ---------------------------- | --------------------------- |
| Abra alba                  | (W. Wood, 1802)              | Abra alba                  | (W. Wood, 1802)              | Witte dunschaal             |
| Abra tenuis                | (Montagu, 1803)              | Abra tenuis                | (Montagu, 1803)              | Tere dunschaal              |
| Acanthocardia aculeata     | (Linnaeus, 1758)             | Acanthocardia aculeata     | (Linnaeus, 1758)             | Grote hartschelp            |
| Acanthocardia echinata     | (Linnaeus, 1758)             | Acanthocardia echinata     | (Linnaeus, 1758)             | Gedoornde hartschelp        |
| Acanthocardia paucicostata | (Sowerby, 1841)              | Acanthocardia paucicostata | (Sowerby, 1841)              | Tere hartschelp             |
| Acanthocardia sliggersi    | Moerdijk & Ter Poorten, 2006 | Acanthocardia sliggersi    | Moerdijk & Ter Poorten, 2006 | geen                        |
| Acanthocardia tuberculata  | (Linnaeus, 1758)             | Acanthocardia tuberculata  | (Linnaeus, 1758)             | Geknobbelde hartschelp      |
| Acila cobboldiae           | (Sowerby, 1817)              | Acila cobboldiae           | (Sowerby, 1817)              | geen                        |
| Aequipecten opercularis    | (Linnaeus, 1758)             | Aequipecten opercularis    | (Linnaeus, 1758)             | Wijde mantel                |
| Amphidromus inversus       | (O.F. Müller, 1774)          | Amphidromus inversus       | (O.F. Müller, 1774)          | geen                        |
| Ampullariidae              |                              | Ampullariidae              |                              | appelslakken                |
| Ancylus fluviatilis        | (O.F. Müller, 1774)          | Ancylus fluviatilis        | (O.F. Müller, 1774)          | Ronde beekmuts              |
| Angulus fabula             | (Gmelin, 1791)               | Tellina fabula             | Gmelin, 1791                 | Rechtsgestreepte platschelp |
| Angulus pygmaea            | (Lovén, 1846)                | Tellina pygmaea            | Lovén, 1846                  | Kleine platschelp           |
| Angulus tenuis             | (Da Costa, 1778)             | Tellina tenuis             | Da Costa, 1778               | Tere platschelp             |
| Anodonta cygnea            | (Linnaeus, 1758)             | Anodonta cygnea            | (Linnaeus, 1758)             | Zwanenmossel                |
| Aplexa hypnorum            | (Linnaeus, 1758)             | Aplexa hypnorum            | (Linnaeus, 1758)             | Slaapslak                   |
| Arcidae                    | Lamarck, 1809                | Arcidae                    | Lamarck, 1809                | Arkschelpen                 |
| Arcoperna sericea          | (Bronn, 1831)                | Arcoperna sericea          | (Bronn, 1831)                | geen                        |
| Arctica islandica          | (Linnaeus, 1767)             | Arctica islandica          | (Linnaeus, 1767)             | Noordkromp                  |
| Arianta arbustorum         | (Linnaeus, 1758)             | Arianta arbustorum         | (Linnaeus, 1758)             | Heesterslak                 |
| Arion lusitanicus          | Mabille, 1868                | Arion lusitanicus          | Mabille, 1868                | Spaanse wegslak             |
| Arion ater rufus           | Linnaeus, 1758               | Arion ater rufus           | Linnaeus, 1758               | (Gewone) Wegslak            |
| Arion rufus                | Linnaeus, 1758               | Arion ater rufus           | Linnaeus, 1758               | (Gewone) Wegslak            |
| Assemania grayana          | Woodward, 1903               | Assiminea grayana          | Fleming, 1828                | Rode wegslak                |
| Assiminea grayana          | Fleming, 1828                | Assiminea grayana          | Fleming, 1828                | Rode wegslak                |
| Astarte trigonata          | Nyst, 1881                   | Astarte trigonata          | Nyst, 1881                   | geen                        |
| Atrina pectinata           | Linnaeus, 1767               | Atrina pectinata           | Linnaeus, 1767               | geen                        |
| Auricula pyramidalis       | Sowerby, 1822                | Ellobium pyramidale        | (Sowerby, 1822)              | geen                        |
| Azeca goodalli             | (A. Férussac, 1821)          | Azeca goodalli             | (A. Férussac, 1821)          | geen                        |
| Azeca menkeana             | (C. Pfeiffer, 1821)          | Azeca goodalli             | (A. Férussac, 1821)          | geen                        |

## B
| Wetenschappelijke naam                 | Auteur & datum   | Geldige naam               | Auteur & datum   | Nederlandse naam  |
| -------------------------------------- | ---------------- | -------------------------- | ---------------- | ----------------- |
| Barbatia                               | Gray, 1842       | Barbatia                   | Gray, 1842       | geen              |
| Barnea candida                         | (Linnaeus, 1758) | Barnea candida             | (Linnaeus, 1758) | Witte boormossel  |
| Barnea parva                           | (Pennant, 1777)  | Barnea parva               | (Pennant, 1777)  | Kleine boormossel |
| Bithynia crassitesta                   | (Brömme, 1885)   | Parafossarulus crassitesta | (Brömme, 1885)   | geen              |
| Bithynia tentaculata forma crassitesta | Brömme, 1885     | Parafossarulus crassitesta | (Brömme, 1885)   | geen              |
| Bithyniidae                            | Troschel, 1857   | Bithyniidae                | Troschel, 1857   | Diepslakken       |
| Bolinus brandaris                      | Linnaeus, 1758   | Bolinus brandaris          | Linnaeus, 1758   | Brandhoren        |
| Borysthenia goldfussiana               | (Wüst, 1901)     | Borysthenia goldfussiana   | (Wüst, 1901)     | geen              |
| Borysthenia naticina                   | (Menke, 1845)    | Borysthenia naticina       | (Menke, 1845)    | geen              |
| Buccinum undatum                       | Linnaeus, 1758   | Buccinum undatum           | Linnaeus, 1758   | (Gewone) Wulk     |
| Bulla striata                          | Bruguière, 1792  | Bulla striata              | Bruguière, 1792  | geen              |

## C
| Wetenschappelijke naam         | Auteur & datum                | Geldige naam                   | Auteur & datum         | Nederlandse naam       |
| ------------------------------ | ----------------------------- | ------------------------------ | ---------------------- | ---------------------- |
| Calyptraea chinensis           | Linnaeus, 1758                | Calyptraea chinensis           | Linnaeus, 1758         | Chinees hoedje         |
| Capulus ungaricus              | Linnaeus, 1758                | Capulus ungaricus              | Linnaeus, 1758         | Hongaarse muts         |
| Cardiidae                      | Lamarck, 1809                 | Cardiidae                      | Lamarck, 1809          | Hartschelpen           |
| Cardium aculeatum              | (Linnaeus, 1758)              | Acanthocardia aculeata         | (Linnaeus, 1758)       | Grote hartschelp       |
| Cardium echinatum              | (Linnaeus, 1758)              | Acanthocardia echinata         | (Linnaeus, 1758)       | Gedoornde hartschelp   |
| Cardium edule                  | Linnaeus, 1758                | Cerastoderma edule             | Linnaeus, 1758         | (Gewone) Kokkel        |
| Cardium edule belgicum         | De Malzinne, 1867             | Cerastoderma hostiei           | Chavan, 1945           | geen                   |
| Cardium edule edulinum         | auct.                         | Cerastoderma hostiei           | Chavan, 1945           | geen                   |
| Cardium glaucum                | Bruguière, 1789; Poiret, 1789 | Cerastoderma glaucum           | (Bruguière, 1789)      | Brakwaterkokkel        |
| Cardium lamarckii              | Reeve, 1845                   | Cerastoderma glaucum           | (Bruguière, 1789)      | Brakwaterkokkel        |
| Cardium paucicostatum          | (Sowerby, 1841)               | Acanthocardia paucicostata     | (Sowerby, 1841)        | Tere hartschelp        |
| Cardium tuberculatum           | (Linnaeus, 1758)              | Acanthocardia tuberculata      | (Linnaeus, 1758)       | Geknobbelde hartschelp |
| Cepaea hortensis               | (O.F. Müller, 1774)           | Cepaea hortensis               | (O.F. Müller, 1774)    | Witgerande tuinslak    |
| Cepaea nemoralis               | Linnaeus, 1758                | Cepaea nemoralis               | Linnaeus, 1758         | (Gewone) Tuinslak      |
| Cerastoderma                   | Poli, 1795                    | Cerastoderma                   | Poli, 1795             | Kokkels                |
| Cerastoderma edule             | Linnaeus, 1758                | Cerastoderma edule             | Linnaeus, 1758         | Kokkel                 |
| Cerastoderma glaucum           | (Bruguière, 1789)             | Cerastoderma glaucum           | (Bruguière, 1789)      | Brakwaterkokkel        |
| Cerastoderma hostiei           | Chavan, 1945                  | Cerastoderma hostiei           | Chavan, 1945           | geen                   |
| Cerastoderma lamarcki          | (Reeve, 1845)                 | Cerastoderma glaucum           | (Bruguière, 1789)      | Brakwaterkokkel        |
| Chamelea striatula             | Da Costa, 1778                | Chamelea striatula             | Da Costa, 1778         | (Gewone) Venusschelp   |
| Chiton olivaceus               | Spengler, 1797                | Chiton olivaceus               | Spengler, 1797         | geen                   |
| Chlamys opercularis            | Linnaeus, 1758                | Aequipecten opercularis        | Linnaeus, 1758         | Wijde mantel           |
| Chlamys varia                  | Linnaeus, 1758                | Mimachlamys varia              | Linnaeus, 1758         | Bonte mantel           |
| Cochlostoma salomoni           | (Geyer, 1914)                 | Cochlostoma salomoni           | (Geyer, 1914)          | geen                   |
| Cochlostoma septemspirale      | (Razoumowsky, 1789)           | Cochlostoma septemspirale      | (Razoumowsky, 1789)    | geen                   |
| Columella columella            | (G. von Martens, 1830)        | Columella columella            | (G. von Martens, 1830) | geen                   |
| Conovulvus pyramidalis         | (S.V. Wood, 1848)             | Ellobium pyramidale            | (Sowerby, 1822)        | geen                   |
| Corbicula fluminalis - recent  | (O.F. Müller, 1774)           | Corbicula fluminalis - recent  | (O.F. Müller, 1774)    | Toegeknepen korfmossel |
| Corbicula fluminalis - fossiel | auct.                         | Corbicula fluminalis - fossiel | auct.                  | geen                   |
| Corbicula fluminea             | (O.F. Müller, 1774)           | Corbicula fluminea             | (O.F. Müller, 1774)    | Aziatische korfmossel  |
| Cornu aspersum                 | (O.F. Müller, 1774)           | Cornu aspersum                 | (O.F. Müller, 1774)    | Segrijnslak            |
| Crassostrea angulata           | (Lamarck, 1819)               | Crassostrea angulata           | (Lamarck, 1819)        | Portugese oester       |
| Crassostrea gigas              | (Thunberg, 1793)              | Crassostrea gigas              | (Thunberg, 1793)       | Japanse oester         |
| Crepidula fornicata            | (Linnaeus, 1758)              | Crepidula fornicata            | (Linnaeus, 1758)       | Muiltje                |
| Cryptomphalus aspersus         | (O.F. Müller, 1774)           | Cornu aspersum                 | (O.F. Müller, 1774)    | Segrijnslak            |
| Cylindrus obtusus              | (Draparnaud, 1805)            | Cylindrus obtusus              | (Draparnaud, 1805)     | geen                   |
| Cyprina islandica              | (Linnaeus, 1767)              | Arctica islandica              | Linnaeus, 1767         | Noordkromp             |

## D
| Wetenschappelijke naam | Auteur & datum             | Geldige naam           | Auteur & datum             | Nederlandse naam              |
| ---------------------- | -------------------------- | ---------------------- | -------------------------- | ----------------------------- |
| Deroceras reticulatum  | (O.F. Müller, 1774)        | Deroceras reticulatum  | (O.F. Müller, 1774)        | Gevlekte akkerslak            |
| Diodora apertura       | (Montagu, 1803)            | Diodora graeca         | Linnaeus, 1758             | Sleutelgathoren               |
| Diodora graeca         | Linnaeus, 1758             | Diodora graeca         | Linnaeus, 1758             | Sleutelgathoren               |
| Diodora italica        | (Defrance, 1820)           | Diodora italica        | (Defrance, 1820)           | geen                          |
| Donax vittatus         | Da Costa, 1778             | Donax vittatus         | Da Costa, 1778             | (Gewoon) Zaagje               |
| Dondice banyulensis    | Portmann & Sandmeier, 1960 | Dondice banyulensis    | Portmann & Sandmeier, 1960 | Brandend vuurtje              |
| Dosinia exoleta        | Linnaeus, 1758             | Dosinia exoleta        | Linnaeus, 1758             | Gewone artemisschelp          |
| Dosinia lupinus lincta | Pulteney, 1799             | Dosinia lupinus lincta | Pulteney, 1799             | Dichtgestreepte artemisschelp |
| Dreissena polymorpha   | Pallas, 1771               | Dreissena polymorpha   | Pallas, 1771               | Driehoeksmossel               |

## E
| Wetenschappelijke naam | Auteur & datum     | Geldige naam        | Auteur & datum     | Nederlandse naam         |
| ---------------------- | ------------------ | ------------------- | ------------------ | ------------------------ |
| Eastonia rugosa        | (Helbling, 1779)   | Eastonia rugosa     | (Helbling, 1779)   | geen                     |
| Ellobium pyramidale    | (Sowerby, 1822)    | Ellobium pyramidale | (Sowerby, 1822)    | geen                     |
| Elysia chlorotica      | Gould, 1870        | Elysia chlorotica   | Gould, 1870        | geen                     |
| Emarginula huzardi     | (Payraudeau, 1826) | Emarginula huzardi  | (Payraudeau, 1826) | geen                     |
| Ensis americanus       | Gould, 1870        | Ensis directus      | Conrad, 1845       | Amerikaanse zwaardschede |
| Ensis directus         | Conrad, 1845       | Ensis directus      | Conrad, 1845       | Amerikaanse zwaardschede |
| Ensis minor            | (Chinu, 1843)      | Ensis minor         | (Chinu, 1843)      | Klein tafelmesheft       |
| Epitonium clathrus     | Linnaeus, 1758     | Clathrus clathrus   | Linnaeus, 1758     | Gewone wenteltrap        |
| Euspira nitida         | (Donovan, 1804)    | Euspira nitida      | (Donovan, 1804)    | Glanzende tepelhoren     |
| Euspira pulchella      | (Risso, 1826)      | Euspira nitida      | (Donovan, 1804)    | Glanzende tepelhoren     |

## F
| Wetenschappelijke naam | Auteur & datum    | Geldige naam   | Auteur & datum    | Nederlandse naam |
| ---------------------- | ----------------- | -------------- | ----------------- | ---------------- |
| Fagotia                | Bourguignat, 1884 | Fagotia        | Bourguignat, 1884 | geen             |
| Fagotia wuesti         | Meijer, 1990      | Fagotia wuesti | Meijer, 1990      | geen             |

## G
| Wetenschappelijke naam | Auteur & datum             | Geldige naam           | Auteur & datum             | Nederlandse naam     |
| ---------------------- | -------------------------- | ---------------------- | -------------------------- | -------------------- |
| Galba truncatula       | (O.F. Müller, 1774)        | Galba truncatula       | (O.F. Müller, 1774)        | Leverbotslak         |
| Gibbula cineraria      | (Linnaeus, 1758)           | Gibbula cineraria      | (Linnaeus, 1758)           | Asgrauwe tolhoren    |
| Gibbula magus          | (Linnaeus, 1758)           | Gibbula magus          | (Linnaeus, 1758)           | Geknobbelde tolhoren |
| Godiva banyulensis     | Portmann & Sandmeier, 1960 | Dondice banyulensis    | Portmann & Sandmeier, 1960 | Brandend vuurtje     |
| Gryphaea angulata      | Lamarck, 1819              | Crassostrea angulata   | (Lamarck, 1819)            | Portugese oester     |
| Gulella systemanaturae | A.C. van Bruggen, 2008     | Gulella systemanaturae | A.C. van Bruggen, 2008     | geen                 |

## H
| Wetenschappelijke naam  | Auteur & datum             | Geldige naam             | Auteur & datum             | Nederlandse naam     |
| ----------------------- | -------------------------- | ------------------------ | -------------------------- | -------------------- |
| Haliotis tuberculata    | (Linnaeus, 1758)           | Haliotis tuberculata     | (Linnaeus, 1758)           | geen                 |
| Haliphron atlanticus    | Steenstrup, 1861           | Haliphron atlanticus     | Steenstrup, 1861           | Zevenarmige octopus  |
| Haustellum brandaris    | (Linnaeus, 1758)           | Bolinus brandaris        | (Linnaeus, 1758)           | Brandhoren           |
| Helicigona arbustorum   | (Linnaeus, 1758)           | Arianta arbustorum       | (Linnaeus, 1758)           | Heesterslak          |
| Helicodonta obvoluta    | (O.F. Müller, 1774)        | Helicodonta obvoluta     | (O.F. Müller, 1774)        | opgerolde tandslak   |
| Helix aspersa           | (O.F. Müller, 1774)        | Cornu aspersum           | (O.F. Müller, 1774)        | Segrijnslak          |
| Helix pomatia           | Linnaeus, 1758             | Helix pomatia            | Linnaeus, 1758             | Wijngaardslak        |
| Hexabranchus sanguineus | (Ruppell & Leuckart, 1828) | Hexabranchus sanguineus  | (Ruppell & Leuckart, 1828) | Spaanse danseres     |
| Hinia reticulata        | (Linnaeus, 1758)           | Nassarius reticulatus    | (Linnaeus, 1758)           | Gevlochten fuikhoren |
| Hydrobia jenkinsi       | Smith, 1889                | Potamopyrgus antipodarum | (Gray, 1843)               | Jenkins waterhoren   |
| Hydrobia ulvae          | (Pennant, 1777)            | Peringia ulvae           | (Pennant, 1777)            | Wadslakje            |
| Hygromia cinctella      | (Draparnaud, 1801)         | Hygromia cinctella       | (Draparnaud, 1801)         | Gekielde loofslak    |

## K
| Wetenschappelijke naam | Auteur & datum  | Geldige naam          | Auteur & datum  | Nederlandse naam |
| ---------------------- | --------------- | --------------------- | --------------- | ---------------- |
| Kellia suborbicularis  | (Montagu, 1803) | Kellia suborbicularis | (Montagu, 1803) | Holteschelp      |
| Kurtiella bidentata    | (Montagu, 1803) | Kurtiella bidentata   | (Montagu, 1803) | Tweetandschelpje |

## L
| Wetenschappelijke naam    | Auteur & datum     | Geldige naam          | Auteur & datum     | Nederlandse naam     |
| ------------------------- | ------------------ | --------------------- | ------------------ | -------------------- |
| Laevicardium crassum      | (Gmelin, 1791)     | Laevicardium crassum  | (Gmelin, 1791)     | Noorse hartschelp    |
| Laevicardium norvegicum   | (Spengler, 1799)   | Laevicardium crassum  | (Gmelin, 1791)     | Noorse hartschelp    |
| Limax maximus             | Linnaeus, 1758     | Limax maximus         | Linnaeus, 1758     | Grote aardslak       |
| Lithoglyphulus runtoniana | (Sandberger, 1880) | Tanousia runtoniana   | (Sandberger, 1880) | geen                 |
| Lithoglyphulus stenostoma | (Nordmann, 1901)   | Tanousia stenostoma   | (Nordmann, 1901)   | geen                 |
| Littorina neritoides      | (Linnaeus, 1758)   | Melarhaphe neritoides | (Linnaeus, 1758)   | Kleine alikruik      |
| Littorina littorea        | (Linnaeus, 1758)   | Littorina littorea    | (Linnaeus, 1758)   | (Gewone) alikruik    |
| Loligo vulgaris           | Lamarck, 1798      | Loligo vulgaris       | Lamarck, 1798      | Gewone pijlinktvis   |
| Lutraria angustior        | Philippi, 1844     | Lutraria angustior    | Philippi, 1844     | Smalle otterschelp   |
| Lutraria lutraria         | (Linnaeus, 1758)   | Lutraria lutraria     | (Linnaeus, 1758)   | (Gewone) Otterschelp |
| Lutraria magna            | (Da Costa, 1778)   | Lutraria oblonga      | (Gmelin, 1791)     | Gebogen otterschelp  |
| Lymnaea auricularia       | (Linnaeus, 1758)   | Radix auricularia     | (Linnaeus, 1758)   | Oorvormige poelslak  |
| Lymnaea stagnalis         | (Linnaeus, 1758)   | Lymnaea stagnalis     | (Linnaeus, 1758)   | (Gewone) Poelslak    |
| Lymnaeidae                | Rafinesque, 1815   | Lymnaeidae            | Rafinesque, 1815   | Poelslakken          |

## M
| Wetenschappelijke naam      | Auteur & datum      | Geldige naam                | Auteur & datum      | Nederlandse naam       |
| --------------------------- | ------------------- | --------------------------- | ------------------- | ---------------------- |
| Macoma balthica             | Linnaeus, 1758      | Macoma balthica             | Linnaeus, 1758      | Nonnetje               |
| Mactra cinerea              | Montagu, 1808       | Mactra stultorum            | (Linnaeus, 1758)    | Grote strandschelp     |
| Mactra corallina            | (Linnaeus, 1758)    | Mactra stultorum            | (Linnaeus, 1758)    | Grote strandschelp     |
| Mactra glauca               | Born, 1778          | Mactra glauca               | Born, 1778          | Brede strandschelp     |
| Margaritifera auricularia   | Spengler, 1793      | Pseudunio auricularia       | (Spengler, 1793)    | Rivierparelmossel      |
| Margaritifera margaritifera | Linnaeus, 1758      | Margaritifera margaritifera | Linnaeus, 1758      | Beekparelmossel        |
| Marshallora perversa        | Linnaeus, 1758      | Marshallora perversa        | Linnaeus, 1758      | geen                   |
| Melampus pyramidalis        | (Harmer, 1923)      | Ellobium pyramidale         | (Sowerby, 1822)     | geen                   |
| Melanoides tuberculatus     | (O.F. Müller, 1774) | Melanoides tuberculatus     | (O.F. Müller, 1774) | Slanke knobbelhoren    |
| Melarhaphe neritoides       | (Linnaeus, 1758)    | Melarhaphe neritoides       | (Linnaeus, 1758)    | Kleine alikruik        |
| Mesonychoteuthis hamiltoni  | Robson, 1925        | Mesonychoteuthis hamiltoni  | Robson, 1925        | Kolossale inktvis      |
| Mimachlamys varia           | Linnaeus, 1758      | Mimachlamys varia           | Linnaeus, 1758      | Bonte mantel           |
| Modiolus modiolus           | Linnaeus, 1758      | Modiolus modiolus           | Linnaeus, 1758      | (Gewone) Paardenmossel |
| Murex brandaris             | (Linnaeus, 1758)    | Bolinus brandaris           | Linnaeus, 1758      | Brandhoren             |
| Mya arenaria                | Linnaeus, 1758      | Mya arenaria                | Linnaeus, 1758      | Strandgaper            |
| Myosotella myosotis         | (Draparnaud, 1801)  | Myosotella myosotis         | (Draparnaud, 1801)  | (Gewoon) Muizenoortje  |
| Mysella bidentata           | (Montagu, 1803)     | Kurtiella bidentata         | (Montagu, 1803)     | Tweetandschelpje       |
| Mytilus edulis              | Linnaeus, 1758      | Mytilus edulis              | Linnaeus, 1758      | (Gewone) Mossel        |

## N
| Wetenschappelijke naam            | Auteur & datum   | Geldige naam               | Auteur & datum     | Nederlandse naam          |
| --------------------------------- | ---------------- | -------------------------- | ------------------ | ------------------------- |
| Nassarius reticulatus             | (Linnaeus, 1758) | Nassarius reticulatus      | (Linnaeus, 1758)   | Gevlochten fuikhoren      |
| Nematurella runtoniana            | Sandberger, 1880 | Tanousia runtoniana        | (Sandberger, 1880) | geen                      |
| Nematurella runtoniana stenostoma | (Nordmann, 1901) | Tanousia stenostoma        | (Nordmann, 1901)   | geen                      |
| Nematurella stenostoma            | Nordmann, 1901   | Tanousia stenostoma        | (Nordmann, 1901)   | geen                      |
| Neptunea angulata                 | S.V. Wood, 1848  | Neptunea angulata          | S.V. Wood, 1848    | geen                      |
| Neptunea contraria                | (Linnaeus, 1771) | Neptunea contraria         | (Linnaeus, 1771)   | geen                      |
| Neumayria crassitesta             | (Brömme, 1885)   | Parafossarulus crassitesta | (Brömme, 1885)     | geen                      |
| Nucella lapillus                  | Linnaeus, 1758   | Nucella lapillus           | Linnaeus, 1758     | (Gewone) Purperslak       |
| Nucula cobboldiae                 | Sowerby, 1817    | Acila cobboldiae           | Sowerby, 1817      | geen                      |
| Nucula nitidosa                   | Winckworth, 1930 | Nucula nitidosa            | Winckworth, 1930   | Driehoekige parelmoerneut |

## O
| Wetenschappelijke naam  | Auteur & datum       | Geldige naam            | Auteur & datum       | Nederlandse naam        |
| ----------------------- | -------------------- | ----------------------- | -------------------- | ----------------------- |
| Ocenebra erinacea       | (Linnaeus, 1758)     | Ocenebra erinacea       | (Linnaeus, 1758)     | (Gewone) Stekelhoren    |
| Octopus vulgaris        | Cuvier, 1797         | Octopus vulgaris        | Cuvier, 1797         | (Gewone) Achtarm        |
| Opisthostoma vermiculum | Clemens et al., 2008 | Opisthostoma vermiculum | Clemens et al., 2008 | geen                    |
| Ostrea edulis           | Linnaeus, 1758       | Ostrea edulis           | Linnaeus, 1758       | Gewone of platte oester |
| Ostrea gigas            | Thunberg, 1793       | Crassostrea gigas       | (Thunberg, 1793)     | Japanse oester          |
| Ovatella myosotis       | (Draparnaud, 1801)   | Myosotella myosotis     | (Draparnaud, 1801)   | (Gewoon) Muizenoortje   |
| Oxyloma elegans elegans | (Risso, 1826)        | Oxyloma elegans elegans | (Risso, 1826)        | Slanke barnsteenslak    |

## P
| Wetenschappelijke naam     | Auteur & datum        | Geldige naam               | Auteur & datum        | Nederlandse naam       |
| -------------------------- | --------------------- | -------------------------- | --------------------- | ---------------------- |
| Paludina diluviana         | Kunth, 1865           | Viviparus diluvianus       | (Kunth, 1865)         | geen                   |
| Paludina glacialis         | S.V. Wood, 1872       | Viviparus glacialis        | (S.V. Wood, 1872)     | geen                   |
| Parafossarulus crassitesta | (Brömme, 1885)        | Parafossarulus crassitesta | (Brömme, 1885)        | geen                   |
| Paphia senescens           | Cocconi, 1873         | Venerupis senescens        | Cocconi, 1873         | Grijze tapijtschelp    |
| Patella intermedia         | Murray in Knapp, 1857 | Patella intermedia         | Murray in Knapp, 1857 | Gekleurde schaalhoren  |
| Patella ulyssiponensis     | Gmelin, 1791          | Patella ulyssiponensis     | Gmelin, 1791          | Ruwe schaalhoren       |
| Patella vulgata            | Linnaeus, 1758        | Patella vulgata            | Linnaeus, 1758        | (Gewone) Schaalhoren   |
| Pecten jacobaeus           | Linnaeus, 1758        | Pecten jacobaeus           | (Linnaeus, 1758)      | Jakobsmantel           |
| Pecten maximus             | Linnaeus, 1758        | Pecten maximus             | (Linnaeus, 1758)      | Grote mantel           |
| Peringia ulvae             | (Pennant, 1777)       | Peringia ulvae             | (Pennant, 1777)       | Wadslakje              |
| Petricola pholadiformis    | Lamarck, 1818         | Petricola pholadiformis    | Lamarck, 1818         | Amerikaanse boormossel |
| Phytia myosotis            | (Draparnaud, 1801)    | Myosotella myosotis        | (Draparnaud, 1801)    | (Gewoon) Muizenoortje  |
| Pinna pectinata            | (Linnaeus, 1767)      | Atrina pectinata           | (Linnaeus, 1767)      | geen                   |
| Pisidium amnicum           | (O.F. Müller, 1774)   | Pisidium amnicum           | (O.F. Müller, 1774)   | Riviererwtenmossel     |
| Pisidium casertanum        | (Poli, 1791)          | Pisidium casertanum        | (Poli, 1791)          | geen                   |
| Pisidium clessini          | (Neumayr, 1875)       | Pisidium clessini          | (Neumayr, 1875)       | geen                   |
| Planorbarius corneus       | (Linnaeus, 1758)      | Planorbarius corneus       | (Linnaeus, 1758)      | Posthorenslak          |
| Planorbidae                | (Rafinesque, 1815)    | Planorbidae                | (Rafinesque, 1815)    | Schijfhorens           |
| Planorbis planorbis        | (Linnaeus, 1758)      | Planorbis planorbis        | (Linnaeus, 1758)      | (Gewone) Schijfhoren   |
| Planorbella trivolvis      | Say, 1817             | Planorbella trivolvis      | Say, 1817             | geen                   |
| Pleuroploca gigantea       | (Kiener, 1840)        | Pleuroploca gigantea       | (Kiener, 1840)        | geen                   |
| Pomatias elegans           | (O.F. Müller, 1774)   | Pomatias elegans           | (O.F. Müller, 1774)   | Geruite rondmondhoren  |
| Portlandia arctica         | (Gray, 1824)          | Portlandia arctica         | (Gray, 1824)          | geen                   |
| Potamopyrgus antipodarum   | (Gray, 1843)          | Potamopyrgus antipodarum   | (Gray, 1843)          | Jenkins waterhoren     |
| Potamopyrgus jenkinsi      | (Smith, 1889)         | Potamopyrgus antipodarum   | (Gray, 1843)          | Jenkins waterhoren     |
| Pseudanodonta complanata   | (Rossmässler, 1835)   | Pseudanodonta complanata   | (Rossmässler, 1835)   | Platte zwanenmossel    |
| Pseudunio auricularia      | Spengler, 1793        | Pseudunio auricularia      | Spengler, 1793        | Rivierparelmossel      |

## R
| Wetenschappelijke naam   | Auteur & datum       | Geldige naam              | Auteur & datum       | Nederlandse naam       |
| ------------------------ | -------------------- | ------------------------- | -------------------- | ---------------------- |
| Radix auricularia        | (Linnaeus, 1758)     | Radix auricularia         | (Linnaeus, 1758)     | Oorvormige poelslak    |
| Rapana venosa            | (Valenciennes, 1846) | Rapana venosa             | (Valenciennes, 1846) | Geaderde stekelhoren   |
| Rudicardium tuberculatum | (Linnaeus, 1758)     | Acanthocardia tuberculata | (Linnaeus, 1758)     | Geknobbelde hartschelp |

## S
| Wetenschappelijke naam       | Auteur & datum           | Geldige naam               | Auteur & datum           | Nederlandse naam          |
| ---------------------------- | ------------------------ | -------------------------- | ------------------------ | ------------------------- |
| Scrobicularia plana          | (Da Costa, 1778)         | Scrobicularia plana        | (Da Costa, 1778)         | Platte slijkgaper         |
| Selenochlamys ysbryda        | Rowson & Symondson, 2008 | Selenochlamys ysbryda      | Rowson & Symondson, 2008 | geen                      |
| Sepia officinalis            | Linnaeus, 1758           | Sepia officinalis          | Linnaeus, 1758           | Gewone zeekat             |
| Sepiida                      | Zittel, 1895             | Sepiida                    | Zittel, 1895             | Zeekatten                 |
| Solen marginatus             | Pulteney, 1799           | Solen marginatus           | Pulteney, 1799           | Messchede                 |
| Sphaerocardium paucicostatum | (Sowerby, 1841)          | Acanthocardia paucicostata | (Sowerby, 1841)          | Tere hartschelp           |
| Spisula aequilateralis       | Deshayes, 1854           | Spisula aequilateralis     | Deshayes, 1854           | geen                      |
| Spisula elliptica            | Brown, 1827              | Spisula elliptica          | Brown, 1827              | Ovale strandschelp        |
| Spisula inaequilatera        | Nyst, 1845               | Spisula inaequilatera      | Nyst, 1845               | geen                      |
| Spisula solida               | Linnaeus, 1758           | Spisula solida             | Linnaeus, 1758           | Stevige strandschelp      |
| Spisula subtruncata          | Da Costa, 1778           | Spisula subtruncata        | Da Costa, 1778           | Halfgeknotte strandschelp |
| Standella rugosa             | (Helbling, 1779)         | Eastonia rugosa            | (Helbling, 1779)         | geen                      |
| Striarca lactea              | (Linnaeus, 1758)         | Striarca lactea            | (Linnaeus, 1758)         | Melkwitte arkschelp       |
| Succinea antiqua             | Colbeau, 1867            | Succinea antiqua           | Colbeau, 1867            | geen                      |
| Succinea elegans             | Risso, 1826              | Oxyloma elegans elegans    | (Risso, 1826)            | Slanke barnsteenslak      |
| Succinea putris              | Linnaeus, 1758           | Succinea putris            | Linnaeus, 1758           | (Gewone) Barnsteenslak    |

## T
| Wetenschappelijke naam | Auteur & datum     | Geldige naam         | Auteur & datum     | Nederlandse naam            |
| ---------------------- | ------------------ | -------------------- | ------------------ | --------------------------- |
| Tambja morosa          | Bergh, 1877        | Tambja morosa        | Bergh, 1877        | geen                        |
| Tambja olivaria        | Yonow, 1994        | Tambja olivaria      | Yonow, 1994        | geen                        |
| Tanousia runtoniana    | (Sandberger, 1880) | Tanousia runtoniana  | (Sandberger, 1880) | geen                        |
| Tanousia stenostoma    | (Nordmann, 1901)   | Tanousia stenostoma  | (Nordmann, 1901)   | geen                        |
| Tellina crassa         | Pennant, 1777      | Acropagia crassa     | (Pennant, 1777)    | Stevige platschelp          |
| Tellina fabula         | Gmelin, 1791       | Tellina fabula       | Gmelin, 1791       | Rechtsgestreepte platschelp |
| Tellina pygmaea        | Lovén, 1846        | Tellina pygmaea      | Lovén, 1846        | Kleine platschelp           |
| Tellina tenuis         | Da Costa, 1778     | Tellina tenuis       | Da Costa, 1778     | Tere platschelp             |
| Teredo navalis         | Linnaeus, 1758     | Teredo navalis       | Linnaeus, 1758     | Paalworm                    |
| Thais lapillus         | Linnaeus, 1758     | Nucella lapillus     | Linnaeus, 1758     | Purperslak                  |
| Thracia papyracea      | (Lamarck, 1818)    | Thracia papyracea    | (Lamarck, 1818)    | Gewone papierschelp         |
| Tricolia pullus        | (Linnaeus, 1758)   | Tricolia pullus      | (Linnaeus, 1758)   | Gewone dekselhoren          |
| Tridacna gigas         | Linnaeus, 1758     | Tridacna gigas       | Linnaeus, 1758     | Doopvontschelp              |
| Triphora perversa      | Linnaeus, 1758     | Marshallora perversa | Linnaeus, 1758     | geen                        |
| Turritella communis    | Risso, 1826        | Turritella communis  | Risso, 1826        | (gewone) Penhoren           |

## U
| Wetenschappelijke naam | Auteur & datum   | Geldige naam           | Auteur & datum    | Nederlandse naam      |
| ---------------------- | ---------------- | ---------------------- | ----------------- | --------------------- |
| Unio                   | Philipsson, 1788 | Unionidae              | Philipsson, 1788  | Stroommossels         |
| Unio crassus crassus   | Philipsson, 1788 | Unio crassus crassus   | Philipsson, 1788  | Dikke stroommossel    |
| Unio crassus riparius  | C.Pfeiffer, 1821 | Unio crassus riparius  | C. Pfeiffer, 1821 | Bataafse stroommossel |
| Unio pictorum          | Linnaeus, 1758   | Unio pictorum          | Linnaeus, 1758    | Schildersmossel       |
| Unio sinuatus          | Lamarck, 1819    | Pseudunio auricularia  | (Spengler, 1793)  | Rivierparelmossel     |
| Unio tumidus depressus | (Donovan, 1802)  | Unio tumidus depressus | (Donovan, 1802)   | Bolle stroommossel    |
| Unionidae              | Rafinesque, 1820 | Unionidae              | Rafinesque, 1820  | Najaden               |

## V
| Wetenschappelijke naam        | Auteur & datum      | Geldige naam                  | Auteur & datum      | Nederlandse naam     |
| ----------------------------- | ------------------- | ----------------------------- | ------------------- | -------------------- |
| Valvata goldfussiana          | Wüst, 1901          | Borysthenia goldfussiana      | (Wüst, 1901)        | geen                 |
| Valvata naticina              | Menke, 1845         | Borysthenia naticina          | (Menke, 1845)       | geen                 |
| Valvata piscinalis            | (O.F. Müller, 1774) | Valvata piscinalis            | (O.F. Müller, 1774) | Vijverpluimdrager    |
| Valvatidae                    | (O.F. Müller, 1774) | Valvatidae                    | (O.F. Müller, 1774) | Pluimdragers         |
| Vampyroteuthis infernalis     | Chun, 1903          | Vampyroteuthis infernalis     | Chun, 1903          | Vampierinktvis       |
| Venerupis pullastra           | Montagu, 1803       | Venerupis senegalensis        | Gmelin, 1791        | Tapijtschelp         |
| Venerupis senegalensis        | Gmelin, 1791        | Venerupis senegalensis        | Gmelin, 1791        | Tapijtschelp         |
| Venerupis aurea senescens     | Cocconi, 1873       | Venerupis senescens           | Cocconi, 1873       | Grijze tapijtschelp  |
| Venerupis senescens           | (Cocconi, 1873)     | Venerupis senescens           | (Cocconi, 1873)     | Grijze tapijtschelp  |
| Venus gallina striatula       | (Da Costa, 1778)    | Chamelea striatula            | (Da Costa, 1778)    | (Gewone) Venusschelp |
| Vertigo alpestris             | Alder, 1838         | Vertigo alpestris             | Alder, 1838         | geen                 |
| Vertigo angustior             | Jeffreys, 1830      | Vertigo angustior             | Jeffreys, 1830      | Nauwe korfslak       |
| Vertigo antivertigo           | Draparnaud, 1801    | Vertigo antivertigo           | Draparnaud, 1801    | Dikke korfslak       |
| Vertigo genesii               | Gredler, 1856       | Vertigo genesii               | Gredler, 1856       | geen                 |
| Vertigo geyeri                | Lindholm, 1925      | Vertigo geyeri                | Lindholm, 1925      | geen                 |
| Vertigo lilljeborgi           | Westerlund, (1871)  | Vertigo lilljeborgi           | Westerlund, (1871)  | geen                 |
| Vertigo moulinsiana           | (Dupuy, 1849)       | Vertigo moulinsiana           | (Dupuy, 1849)       | Zeggenkorfslak       |
| Vertigo parcedentata          | (Braun, 1847)       | Vertigo parcedentata          | (Braun, 1847)       | geen                 |
| Vertigo pusilla               | (O.F. Müller, 1774) | Vertigo pusilla               | (O.F. Müller, 1774) | Kleine korfslak      |
| Vertigo pygmaea               | Draparnaud, 1801    | Vertigo pygmaea               | Draparnaud, 1801    | Dwerg-korfslak       |
| Vertigo substriata            | Jeffreys, 1833      | Vertigo substriata            | Jeffreys, 1833      | Gestreepte korfslak  |
| Viviparus contectus           | (Millet, 1813)      | Viviparus contectus           | (Millet, 1813)      | Spitse moerasslak    |
| Viviparus diluvianus          | (Kunth, 1865)       | Viviparus diluvianus          | (Kunth, 1865)       | geen                 |
| Viviparus glacialis           | (S.V. Wood, 1872)   | Viviparus glacialis           | (S.V. Wood, 1872)   | geen                 |
| Viviparus teschi              | Meijer, 1990        | Viviparus teschi              | Meijer, 1990        | geen                 |
| Viviparus viviparus           | (Linnaeus, 1758)    | Viviparus viviparus viviparus | (Linnaeus, 1758)    | Stompe moerasslak    |
| Viviparus viviparus viviparus | (Linnaeus, 1758)    | Viviparus viviparus viviparus | (Linnaeus, 1758)    | Stompe moerasslak    |
| Viviparus lacustris           | (Beck, 1847)        | Viviparus contectus           | (Millet, 1813)      | Spitse moerasslak    |
| Viviparidae                   | Gray, 1847          | Viviparidae                   | Gray, 1847          | Moerasslakken        |

## X
| Wetenschappelijke naam     | Auteur & datum  | Geldige naam               | Auteur & datum  | Nederlandse naam  |
| -------------------------- | --------------- | -------------------------- | --------------- | ----------------- |
| Xerocrassa montserratensis | Hidalgo, 1870   | Xerocrassa montserratensis | Hidalgo, 1870   | geen              |
| Xerotricha apicina         | (Lamarck, 1822) | Xerotricha apicina         | (Lamarck, 1822) | Behaarde grasslak |

## Y
| Wetenschappelijke naam | Auteur & datum     | Geldige naam       | Auteur & datum     | Nederlandse naam |
| ---------------------- | ------------------ | ------------------ | ------------------ | ---------------- |
| Yoldia arctica         | (Gray, 1824)       | Portlandia arctica | (Gray, 1824)       | geen             |
| Yoldia lanceolata      | (J. Sowerby, 1820) | Yoldia lanceolata  | (J. Sowerby, 1820) | geen             |
| Yoldia myalis          | (Couthouy, 1838)   | Yoldia oblongoides | (S.V. Wood, 1840)  | geen             |
| Yoldia oblongoides     | (S.V. Wood, 1840)  | Yoldia oblongoides | (S.V. Wood, 1840)  | geen             |
| Yoldia semistriata     | (S.V. Wood, 1840)  | Yoldia semistriata | (S.V. Wood, 1840)  | geen             |

## Z
| Wetenschappelijke naam | Auteur & datum      | Geldige naam       | Auteur & datum      | Nederlandse naam |
| ---------------------- | ------------------- | ------------------ | ------------------- | ---------------- |
| Zebrina detrita        | (O.F. Müller, 1774) | Zebrina detrita    | (O.F. Müller, 1774) | geen             |
| Zirfaea crispata       | (Linnaeus, 1758)    | Zirfaea crispata   | (Linnaeus, 1758)    | Ruwe boormossel  |
| Zonitoides nitidus     | (O.F. Müller, 1774) | Zonitoides nitidus | (O.F. Müller, 1774) | Donkere glimslak |